# Selby and Ainsty (circonscription britannique)

Localisation de la circonscription au sein du Yorkshire du Nord.

La circonscription de Selby and Ainsty est une circonscription électorale britannique. Elle s'étend autour de la ville de Selby et sur l'ancien district d'Ainsty. Elle fut créée en 2010, à partir de l'ancienne circonscription de Selby. De 2010 à 2023, elle est représentée à la Chambre des communes par Nigel Adams, du Parti conservateur. À la suite de sa démission, la circonscription devient vacante. Après une élection partielle le 20 juillet 2023, Keir Mather du Parti travailliste gagne la circonscription.

## Liste des députés depuis 2010
- 2010 : Nigel Adams (conservateur)
- 2023 : Keir Mather (travailliste)